# ピンキーワッフル
ピンキーワッフルは、お笑いユニットである。

## 概要
ピンクの着ぐるみを着用し、有名人を替え歌にしてうらやましがるというもの。元はHotchPotchiというアイドルグループに在籍していた。
エンタの神様やミニライブに多数出演したが、2010年4月10日をもってコンビを解散。今後は2人とも一個人のタレントとしてスターダストプロモーションに所属する事となった。

## ネタ
曲は『にんげんっていいな』のメロディに乗せて唄いながら踊る。過去、オードリーやジャニーズJr.、EXILEをネタにした。（エンタの天使やミニライブ出演時はマイケルジャクソン、鳩山由紀夫、加藤清史郎(当時子役)、酒井法子などをもネタにした。）

## メンバー
- 大澤歩佳（1997年1月31日（28歳） - ）
- 森下雅也（1993年11月16日（31歳） - 、神奈川県出身）

## 出演番組
- エンタの神様（キャッチコピーはワンダフルな笑年時代）
- エンタの天使（キャッチコピーはワンダフルな笑年時代）